# Trebbia
La Trebbia (Trebia in latino, Tröbia in ligure, Trebbia in dialetto piacentino) è un fiume dell'Italia settentrionale lungo circa 120 km, affluente di destra del Po, che attraversa la città metropolitana di Genova e le province di Piacenza e Pavia, quest'ultima per un breve tratto in cui il corso d'acqua segna il confine tra il comune di Brallo di Pregola e il comune di Cerignale.

## Percorso

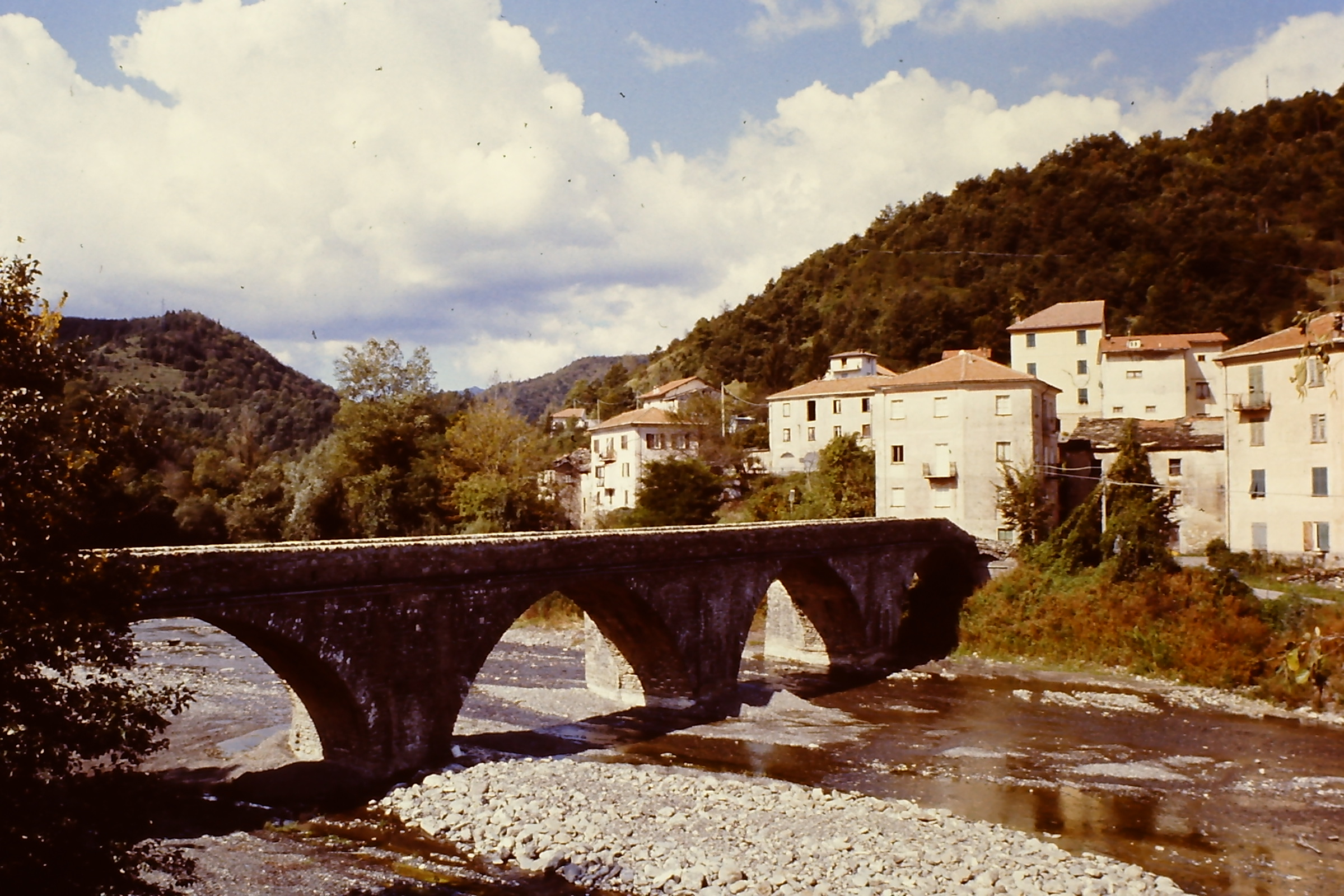
Il ponte Doria di Montebruno

La Trebbia nasce nel comune di Torriglia, in Liguria, dalle pendici del monte Prelà, una delle vette parte del gruppo dell'Antola, a circa 800 m s.l.m.. Inizialmente, il fiume scorre in una piccola valle parallela allo spartiacque tra la conca di Torriglia e la val Trebbia, per, poi, iniziare a scorrere verso nord.
Nel territorio comunale di Montebruno il fiume riceve il contributo delle acque del Brugneto, proveniente dal versante sud dell'Antola e lungo il quale nel 1959 è stato realizzato uno sbarramento per garantire l'approvvigionamento di acqua potabile alla città di Genova, con la conseguente creazione del lago artificiale del Brugneto. Nei pressi del capoluogo comunale il corso d'acqua è attraversato dal ponte Doria, risalente al basso Medioevo.
In località Due Ponti di Fontanigorda, la Trebbia riceve le acque del torrente Cassingheno, proveniente dalla piccola valle omonima. In seguito attraversa il territorio di Rovegno nel quale riceve il contributo di diversi affluenti in destra idrografica, caratterizzati dalla scarsa lunghezza a causa della vicinanza dello spartiacque con la limitrofa val d'Aveto; quindi attraversa Gorreto dove vi si immette il Terenzone, torrente che ha la sua fonte posta sulla pendice orientale del monte Carmo. In seguito, la Trebbia entra in provincia di Piacenza nel comune di Ottone.

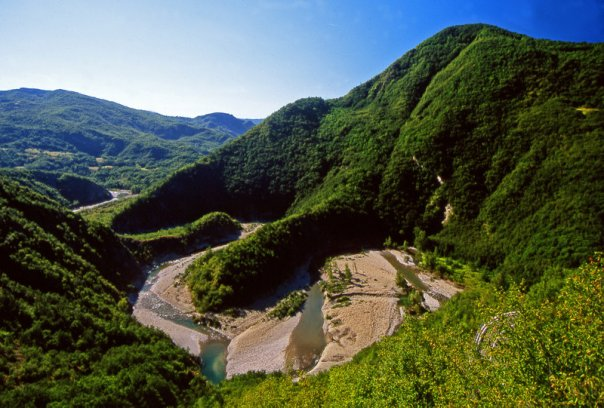
LElefante del Trebbia e i Meandri di Confiente tra Cerignale e Corte Brugnatella

Il fiume, mantenendo sempre un andamento tortuoso, passa sotto la località di Traschio nel comune di Ottone, sotto il monte Lesima, dove riceve da sinistra il torrente Boreca, e presso il centro di Ponte Organasco, frazione del comune di Cerignale, centro dopo il quale cambia direzione, piegandosi verso est e incassandosi, poi, in una serie di gole. In questo tratto il fiume segna per alcuni chilometri il confine fra la Lombardia e l'Emilia-Romagna, rispettivamente tra i comuni di Brallo di Pregola, sulla sponda sinistra, e Cerignale, sulla sponda destra. In questo tratto riceve il contributo dell'Avagnone, il cui corso è quasi interamente compreso nel territorio della provincia di Pavia.

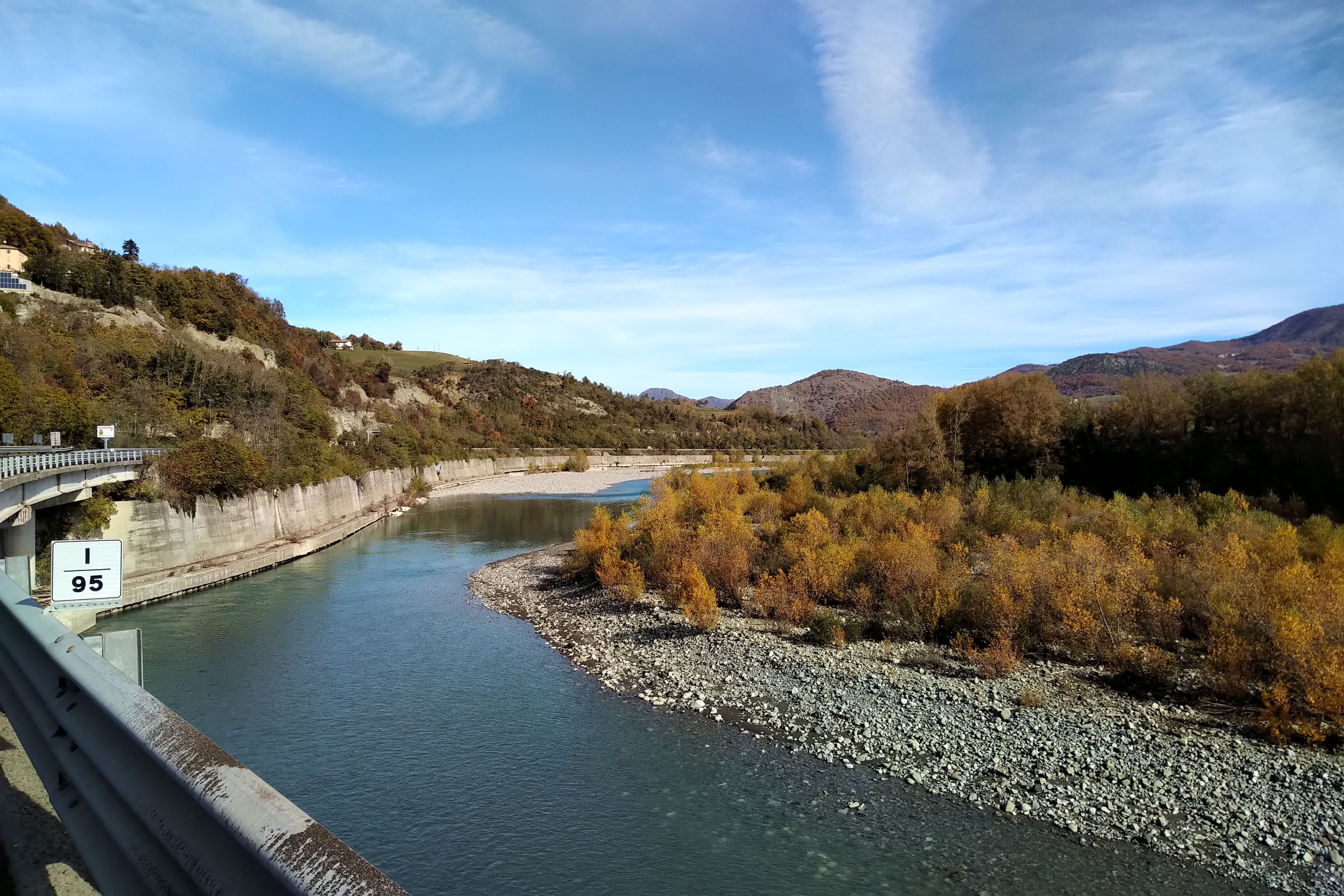
Vista del fiume Trebbia a Bobbio dalla statale 45

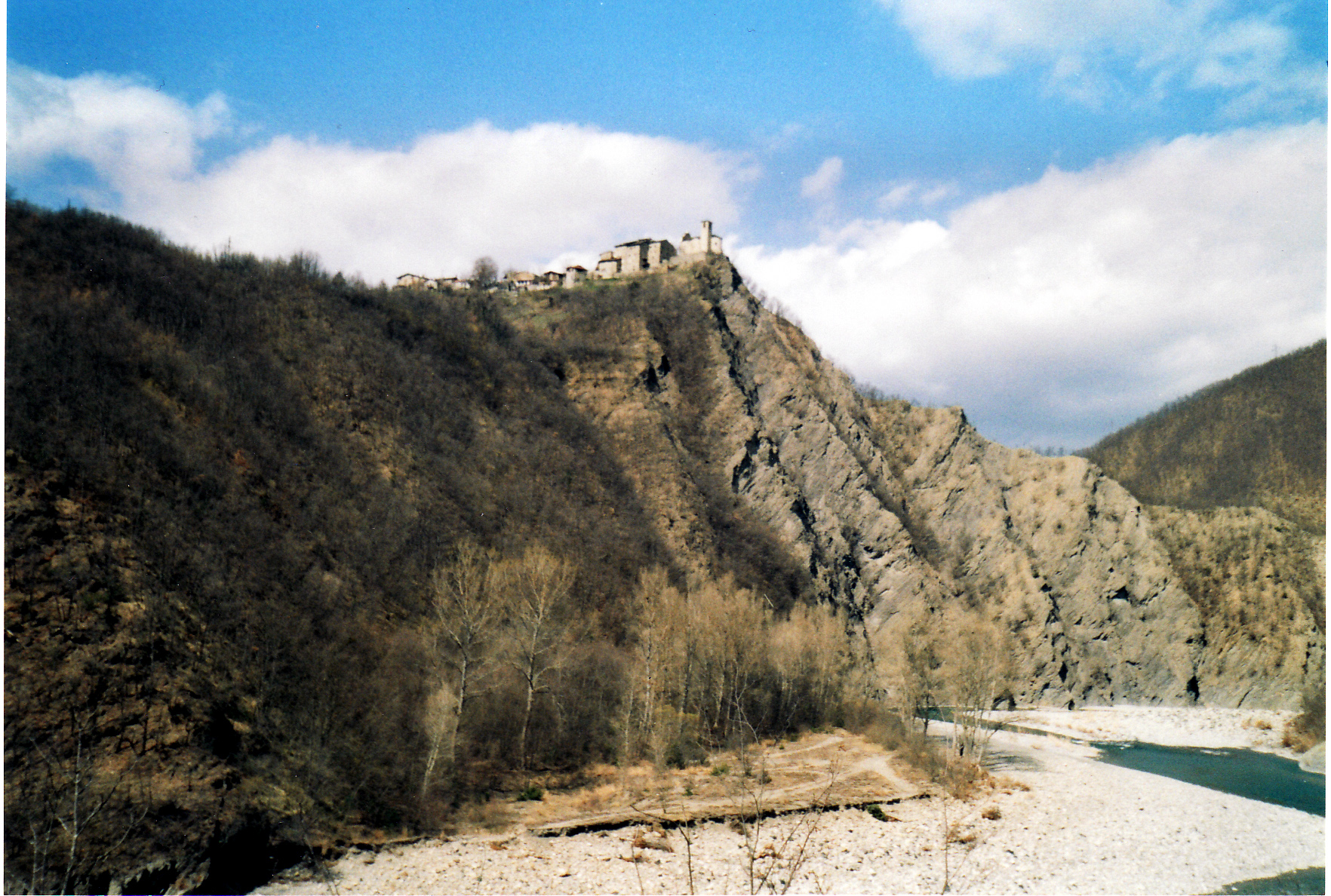
Il borgo di Brugnello, posto a picco sulla Trebbia

Terminato questo tratto riceve da destra, nei pressi di Confiente, il notevole apporto dell'Aveto, suo principale affluente, raddoppiando così la portata media.
Grazie alla presenza della diga di Boschi l'apporto dell'Aveto è fondamentale per la Trebbia soprattutto d'estate, a causa delle forti magre a cui quest'ultima è soggetta. Superato questo punto, la valle comincia ad ampliarsi e il fiume cambia direzione, indirizzandosi verso nord.
In questo tratto la Trebbia si caratterizza come uno dei corsi d'acqua meno inquinati della zona: tra la fonte e la confluenza dell'Aveto le condizioni delle acque sono considerate ottime nel loro complesso, mentre nel tratto successivo fino alla foce le condizioni, pur leggermente peggiori, vengono, comunque, considerate nel loro complesso buone.
In seguito, il corso d'acqua bagna il centro abitato di Marsaglia, capoluogo del comune di Corte Brugnatella; dopo questo centro la valle si restringe nuovamente e, dall'altezza del borgo di Brugnello, il fiume forma un'altra serie di gole e meandri fluviali all'interno delle cosiddette Arenarie di San Salvatore, formazioni composte da un'alternanza di arenarie, siltiti e argille originatesi a partire da sedimentazioni sottomarine. Nei pressi di San Salvatore, frazione del comune di Bobbio, sono presenti delle gallerie artificiali realizzate nella prima metà del XX secolo in previsione della costruzione di una diga mai completata. Una di queste gallerie, posta a livello dell'alveo del corso d'acqua sulla sponda sinistra, ospita una comunità di pipistrelli. La zona rientra nell'area SIC-ZSC dei Meandri di San Salvatore. In questo tratto, così come in tutta l'alta valle, il fiume viene sfruttato per la pratica di sport acquatici (canoa/Kayak, rafting e torrentismo).

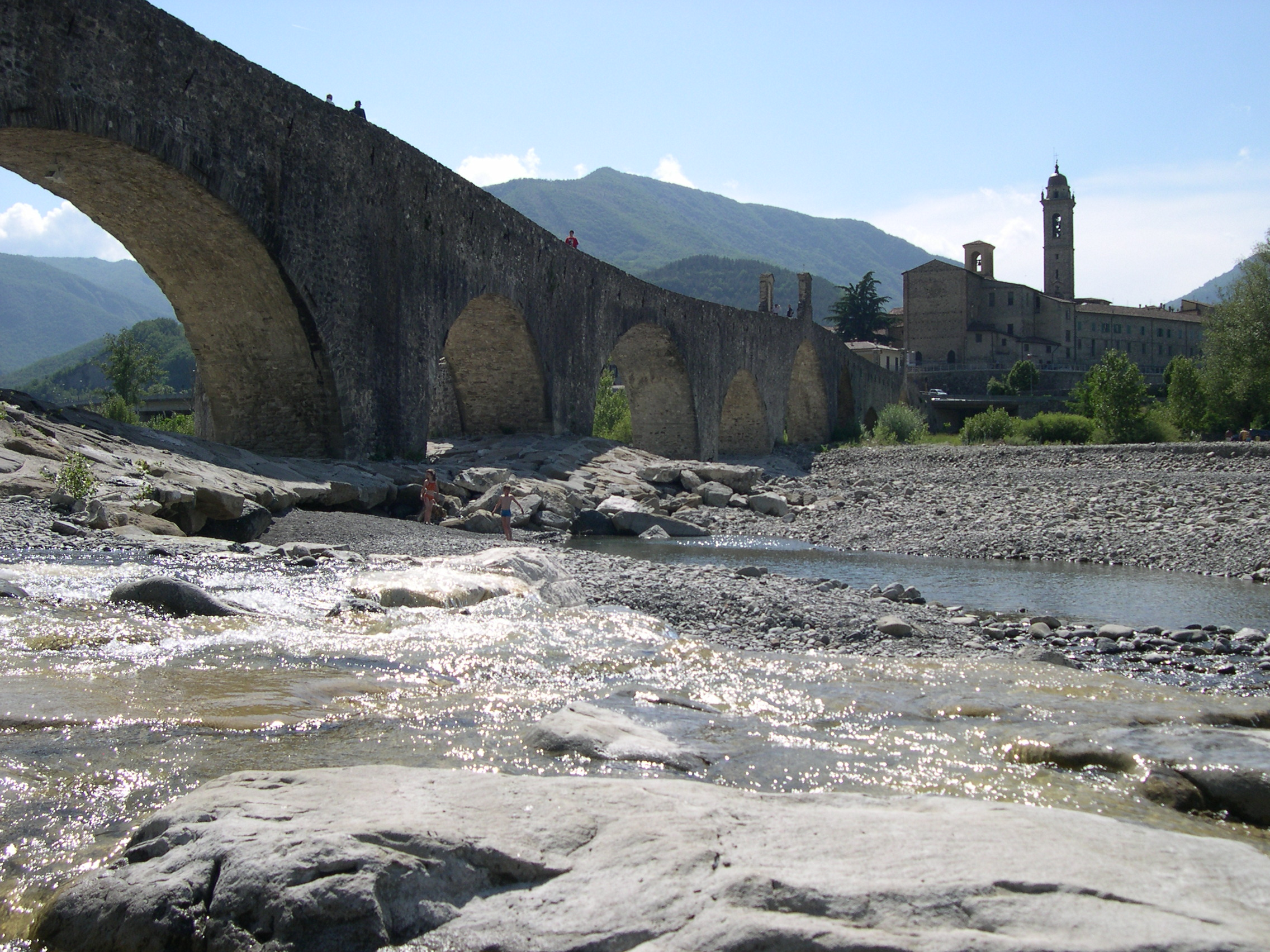
Il Ponte Gobbo di Bobbio

Dopo aver ricevuto gli affluenti di sinistra Carlone, la cui foce si trova nei pressi degli impianti termali san Martino, e Bobbio, che scende dalle pendici del monte Penice, la Trebbia supera a est la città di Bobbio, principale centro della vallata, scorrendo sotto le arcate del ponte Gobbo, costruzione risalente al VII secolo e basata su di un preesistente ponte realizzato in epoca romana; il ponte si caratterizza per la presenza di 11 arcate di ampiezza irregolare.
Oltrepassato il centro di Bobbio, il fiume assume un andamento verso nord-est ampliando gradualmente le dimensioni della propria valle e del proprio alveo, con la formazione di larghe formazioni ghiaiose. In questo tratto vengono attraversati i centri di Mezzano Scotti, frazione del comune di Bobbio, Perino, frazione del comune di Coli, nei pressi della quale riceve il contributo dell'omonimo torrente, Travo e, infine, Rivergaro.

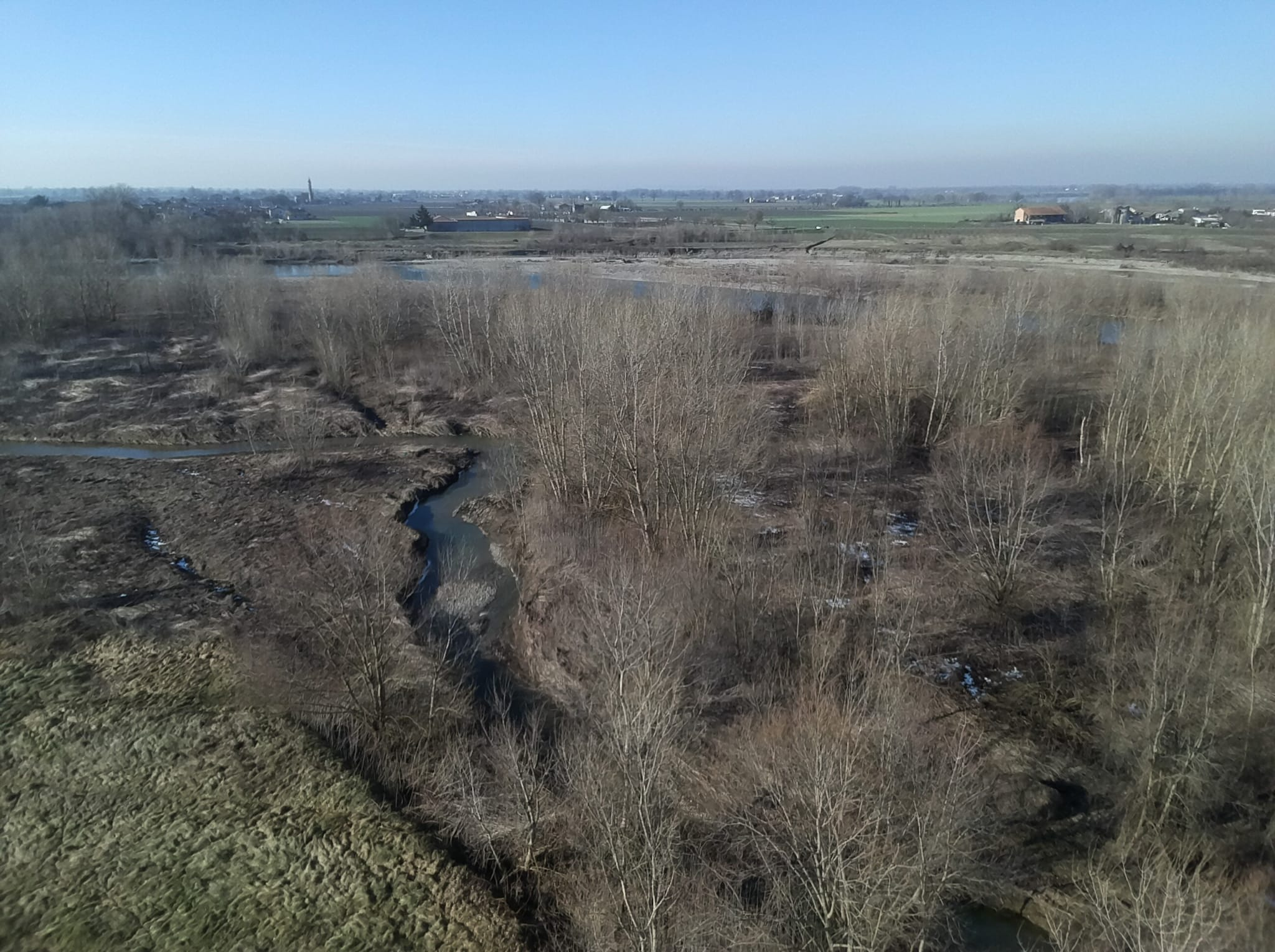
Veduta aerea della zona della foce della Trebbia nel Po

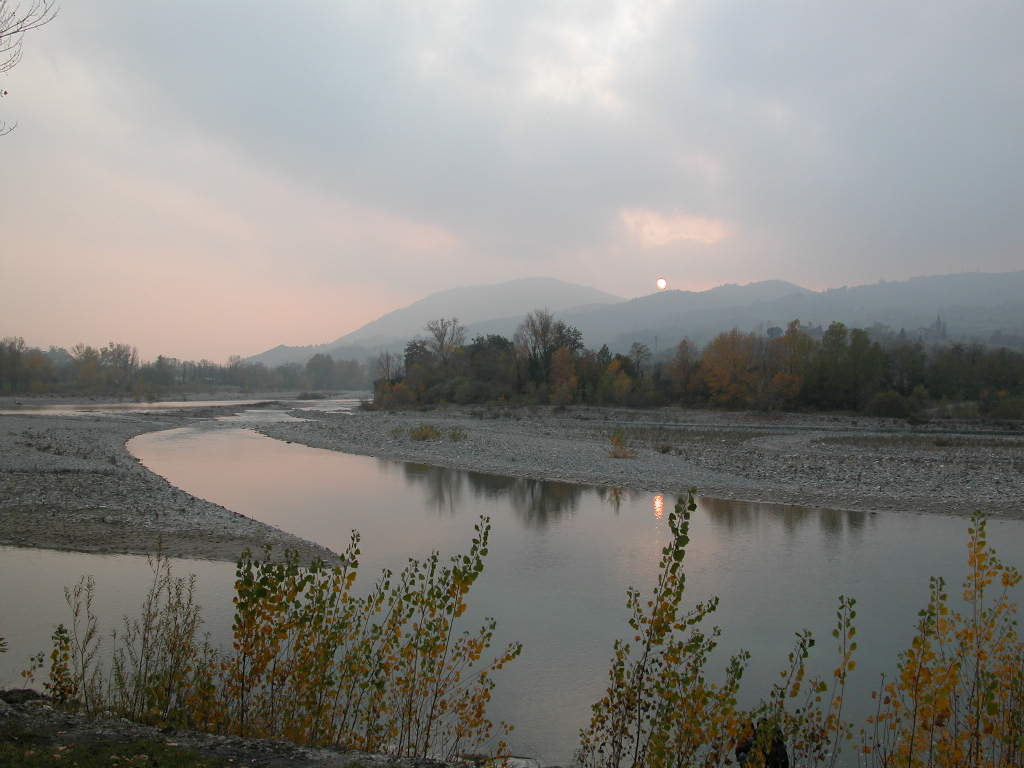
Il fiume a Rivergaro dove comincia a scorrere in pianura

Dopo il centro di Rivergaro, dopo aver percorso circa 95 km tra montagna e collina, il fiume entra nella pianura Padana; con una portata media di 40 m³/s la Trebbia si caratterizza per essere il fiume dell'Emilia-Romagna dalla maggior portata nel punto dello sbocco vallivo. In questo tratto, persa gran parte della propria energia, la Trebbia abbandona buona parte dei detriti trasportati lungo il suo corso dando origine a un deposito di sedimenti chiamato conoide a causa della caratteristica forma a tronco di cono. In questa fase il fiume attraversa il parco regionale fluviale del Trebbia, area protetta istituita nel 2009 che comprende gli ultimi 30 km del corso del fiume e che coincide in buona parte con il sito SIC-Zona di protezione speciale del Basso Trebbia.
Nel tratto di pianura il corso d'acqua forma un letto assai ampio caratterizzato dalla presenza di rami intrecciati all'interno di un pavimento ciottoloso e si dirige nuovamente verso nord sino a giungere all'estrema periferia della città di Piacenza dove, sul confine tra i comuni di Calendasco e Piacenza, confluisce da destra nel fiume Po.
Col passare dei secoli il corso della Trebbia nella parte pianeggiante si è spostato di alcuni chilometri mutando il punto di ingresso nel Po: seguendo la cronaca che Polibio ci ha lasciato della battaglia tra l'esercito di Annibale e quello romano risulta più a ovest che nel 218 a.C..

## Affluenti
Il principale affluente della Trebbia è il torrente Aveto, lungo circa 30 km e con un bacino idrografico di 257 km². Di seguito sono elencati alcuni tra i principali affluenti della Trebbia:

### Torrenti in sinistra idrografica
- Brugneto, su cui è stata realizzata l'omonimo sbarramento che ha portato alla creazione di un lago artificiale e che confluisce nella Trebbia nei pressi di Montebruno;
- Cassingheno, proveniente dalla piccola valle omonima, sfocia nella Trebbia a Due Ponti di Fontanigorda[18];
- Terenzone, nasce presso il monte Carmo e sfocia nella Trebbia nei pressi di Gorreto[18];
- Dorbera, nasce presso il monte Alfeo e sfocia nella trebbia a Gorreto[18];
- Boreca, nasce dalle pendici del monte Carmo[19] e sfocia nella Trebbia nei pressi di Losso;
- Avagnone, scorre quasi interamente nel territorio della provincia di Pavia e sfocia nella Trebbia nei pressi di Pianellette;
- Carlone, nasce nei pressi delle pendici della cima delle Scalette nella valle omonima, e confluisce nella Trebbia nei pressi di San Martino di Bobbio[20];
- Bobbio, nasce dal monte Penice e confluisce nella Trebbia nei pressi dell'omonima città;
- Dorba, nasce dalla Costa de' Boschini[21] e sfocia nella Trebbia tra Travo e Perino

### Torrenti in destra idrografica
- Pescia, torrete che attraversa la valle omonima, nel comune di Fontanigorda[22], e sfocia nella Trebbia a Loco di Rovegno;
- Aveto, principale affluente della Trebbia, nasce dalle pendici del monte Caucaso[23] e sfocia nella Trebbia a Confiente[24], nei pressi di Marsaglia di Corte Brugnatella;
- Curiasca, nasce alle pendici del monte Aserei, attraversa il comune di Coli e sfocia nella Trebbia nei pressi di San Salvatore di Bobbio[25];
- Perino, nasce sui monti della Campagna[26] e confluisce nella Trebbia nei pressi dell'omonima frazione del comune di Coli

## Regime idrologico

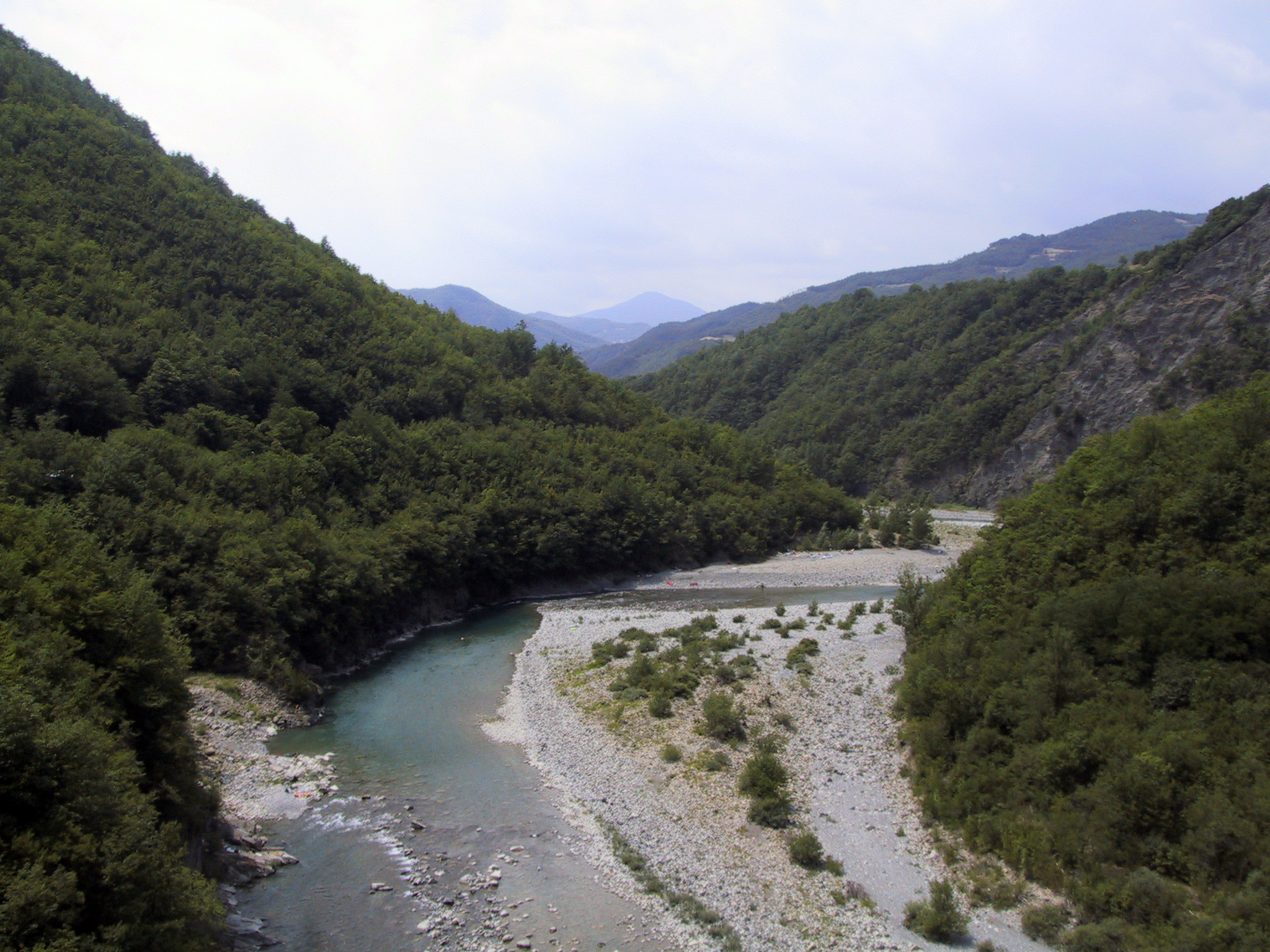
Il fiume nell'alta valle sopra Bobbio

La Trebbia presenta un bacino idrografico che si estende per circa 1070 km², che lo rende il fiume dell'Appennino settentrionale dal più ampio bacino idrografico.
La portata media del fiume nel tratto medio-basso è di circa 47,6 m³/s, il che ne fa il fiume con la più alta portata presso lo sbocco vallivo della regione Emilia-Romagna. Nonostante questo, il fiume è caratterizzato da un regime spiccatamente torrentizio a causa della mancanza di precipitazioni sufficientemente abbondanti da consentire che la portata d'acqua nel greto risulti equilibrata; questo causa valori di portate di piena e di magra estremamente dissimili tra loro.
Oltrepassato il centro di Rivergaro, la portata di magra estiva è pressoché nulla, mentre in occasione di piene particolarmente intense la portata arriva fino a 2000–2500 m³/s. I periodi di secca estiva nel tratto di pianura sono favoriti anche dalla presenza di forti prelievi ad uso irriguo, i principali dei quali nei pressi di Rivalta-Trebbia, frazione del comune di Gazzola, nei pressi della quale si diramano dalla Trebbia due canali, il Rio Comune di Destra e il Rio Comune di Sinistra, posti sulle due opposte sponde del corso d'acqua, che deviano buona parte della portata presente nell'alveo.
Nel medio corso, compreso tra Marsaglia e Bobbio, non sono infrequenti, anche durante la stagione estiva, possibili piene improvvise dovute al rilascio di acque da parte della diga di Boschi, situata lungo il corso dell'affluente Aveto, che vengono preannunciate con un sistema di sirene.

## Storia

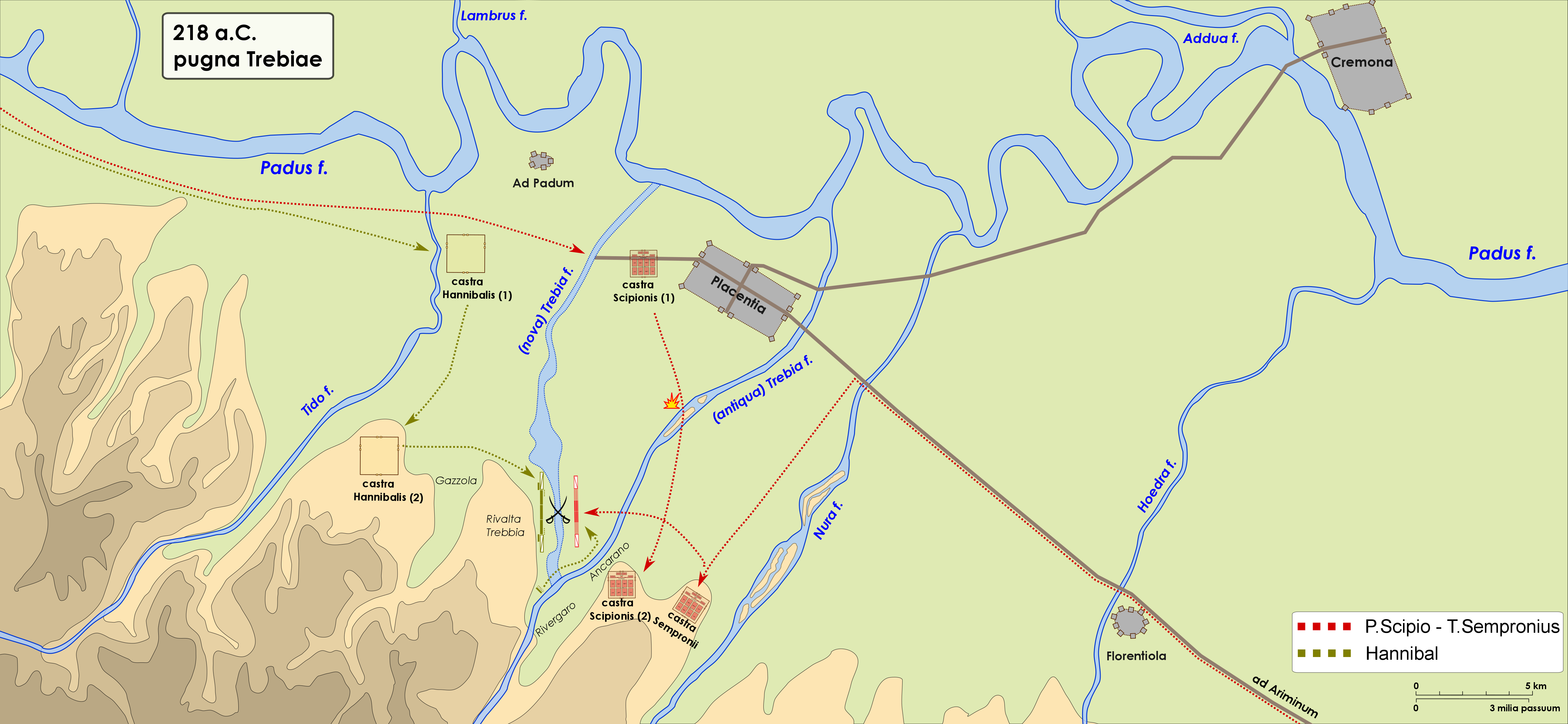
Mappa della battaglia della Trebbia con il vecchio e il nuovo corso del fiume

Lungo le sue rive si sono combattute varie battaglie: nella prima battaglia della Trebbia, avvenuta nel 218 a.C., il condottiero cartaginese Annibale sconfisse i romani guidati dal console Tiberio Sempronio Longo.
In epoca medievale sorsero diversi castelli lungo il corso del fiume, in particolare nella zona in cui il fiume comincia a scorrere in pianura, con la funzione di controllo del passaggio verso il mare e il porto di Genova tramite la val Trebbia. Vennero edificati, quindi, il castello di Rivalta e il castello di Statto posti sulla riva sinistra del fiume, nei comuni di Gazzola il primo e di Travo il secondo, mentre sulla riva destra sorsero il castello di Montechiaro e il castello di Rivergaro, che venne, successivamente, distrutto.
Nel 1746 l'esercito austriaco, alleato del re di Sardegna, si scontrò con le truppe franco-spagnole, costrette poi alla ritirata.
Nel 1799, nell'ambito delle guerre napoleoniche, si svolse un'ulteriore battaglia della Trebbia, nella quale le forze austro-russe guidate dal generale Aleksandr Suvorov sconfissero le truppe francesi comandate dal generale MacDonald.
Tra la seconda parte dell'Ottocento e l'inizio del Novecento furono discussi vari progetti riguardo alla costruzione di una ferrovia a trazione elettrica Genova-Bobbio-Piacenza che sfruttasse l'energia prodotta a partire dalle acque del fiume, tuttavia essi non vennero mai effettivamente realizzati
Il 17 luglio 1908 si verificò un violento nubifragio con una piena straordinaria della Trebbia che devastò case e campagne soprattutto nel territorio del mandamento di Ottone, con gravi danni nell'abitato di Gorreto, distruggendo cinque ponti lungo la statale 45 interrompendo le comunicazioni stradali fra Ottone e Torriglia, e la linea telegrafica fra Bobbio e Genova. Danni ed allagamenti anche nel piacentino a Rivergaro e a Sant'Antonio a Trebbia nei pressi di Piacenza, i danni maggiori alle campagne piacentine con la distruzione dei raccolti specie di frumento; furono messi in salvo molti materiali, bestiame e persone grazie al pronto preavviso telegrafico partito da Bobbio prima dell'imminente piena.
Distruzioni imponenti e danni più ingenti si verificarono, invece, con l'alluvione che colpì la val Trebbia il 19 settembre 1953, causata da un nubifragio che portò alla caduta di 280 mm di pioggia che in poche ore interessò la parte alta della valle, dal genovese fino a Marsaglia, e che provocò 10 morti, imponenti distruzioni e ingenti danni tra i quali in alta valle la messa in fuori uso di numerose centrali elettriche, l'interruzione della strada statale 45 con numerose frane e il crollo del ponte sul fiume a Marsaglia, che fu poi ricostruito tra il 1958 e il 1959 su progetto di Riccardo Morandi.
Nella notte del 14 settembre 2015 la Trebbia, così come altri corsi d'acqua del piacentino e del genovese, tra i quali il suo affluente Aveto, lo Scrivia e il Nure dove vi furono tre morti, a causa del maltempo esondò causando ingenti danni nei comuni di Rivergaro, Bobbio, Corte Brugnatella, Ottone, Gorreto, Propata e Torriglia, tra i quali il crollo di un ponte, in località Ponte Barberino di Bobbio sul tracciato comunale della vecchia strada statale 45 di Val Trebbia.